# Політична партія «Україна соборна»
Політична Партія «Україна Соборна» — сучасна українська політична партія. Зареєстрована 24 березня 2005 року.

## Програмні завдання партії
- побудова вільного, демократичного суспільства на засадах свободи, демократії, соціальної справедливості й солідарності, захисту прав людини і демократичних свобод;
- створення нового образу та нової якості українського суспільства на засадах політико-культурної єдності та консолідованості народу, його культурної та духовної самодостатності;
- забезпечення пріоритету духовного розвитку нації, суспільства та цивілізації, розвитку, заснованому на моралі, етиці, гуманізмі, поважному ставленні до довколишнього світу та природи;
- формування нової парадигми розвитку суспільства та держави на засадах збалансованості економічної та соціальної політик та політики збереження та захисту природного середовища;
- формування України, як самодостатнього економічного, політичного культурного та духовного простору, повернення нею в сучасних умовах статусу європейського геополітичного центру, співставного з вагою та впливом на давню Європу України-Русі;
- забезпечення поважної ролі Української держави в історичних процесах сучасної Європи та Світу, як рівноправного суб'єкта історії, виходячи зі своїх національних політичних, культурних, економічних та соціальних інтересів, враховуючи історичні державницькі традиції та пам'ятаючи про історичні помилки.

## Участь у виборах

### 2006
На Парламентських виборах в Україні 2006 року партія була учасником Українського народного блоку Костенка і Плюща. Однак до Верховної Ради жоден її представник не потрапив — Блок не подолав 3 % прохідний бар'єр.

### 2007
30 березня 2007 року партія брала участь на позачергових виборах народних депутатів України, як Український народний блок.
В результаті виборів партія набрала 0,12% (приблизно 28 тисяч голосів), чого не вистачило для потрапляння до Верховної Ради.

### 2010
На місцевих виборах політична партія «Україна Соборна» виборола представництво у Львівській міській раді. Голова фракції політичної партії «Україна Соборна» у Львівській міській раді — Кужелюк Юрій Анатолійович. Депутати — Гірняк Володимир Олегович, Лясковська Віра Дмитрівна, Путас Юрій Володимирович.

## Лідери
- Яхеєва Тетяна Михайлівна
- Семенець Сергій Володимирович
- Шацький Сергій Олександрович
- Петров Віктор Михайлович

| Політичні партії і рухи | Це незавершена стаття про політичну партію України. Ви можете допомогти проєкту, виправивши або дописавши її. |